# Prácritos literarios
Los prácritos literarios o prácritos dramáticos son formas estandarizadas de prácrito usadas en la composición de obras dramáticas en la literatura medieval de la India. Se considera que se basaron en formas habladas anteriores, aunque continuaron siendo usada para la composición literaria tiempo aún después de su desaparición como lenguas habladas. Los prácritos literarios son importantes para el estudio del desarrollo y evolución de las lenguas indoarias, porque su uso en las obras y literatura siempre se acompañaba por una traducción al sánscrito.
La expresión prácritos dramáticos se refiere preferente a los tres conocidos: el sauraseni, el māgadhī y el mahārāṣṭri. Sin embargo, existían algunos otros prácritos menores usados también con propósitos literarios. Entre esos otros estaban el pracya, el bahliki, el daksinatya, el sakari, el candali, el sabari, el abhiri, el dramili, y el odri. El uso de estos prácritos literarios principales responde a una estructura impresionantemente elaborada en las obras literarias. Cada personaje habla un tipo de prácrito diferente de acuerdo con su papel y procedencia, por ejemplo, el dramili es la lengua usada por los "habitantes del bosque", el sauraseni era usado por la "heroína y sus amigas", mientras que el avanti era usado para los "estafadores y pícaros". El prácrito maharashtri parece ser el origen del moderno marathi y constituye un caso peculiarmente interesante. El práctito maharashtri se usaba con frecuencia para la poesía y divergía de la gramática del sánscrito sobre todo para adpatar la lengua a la métrica de los diferentes estilos de poesía. Las innovaciones gramaticales conducen a una flexibilidad de la cantidad vocálica, muy peculiar del marathi.

## Prácritos literarios mayores
Los tres prácritos literarios principales y las lenguas habladas relacionadas son:
Mahārāṣṭri
El mahārāṣṭri se usaba en las regiones suroccidentales de la antigua India y dio lugar posteriormente a las lenguas indoarias meridionales, entre las cuales están el marathi y el konkani, y las lenguas indoarias insulares como el  cingalés (sinhala) y el dhivehi.
Śauraseni
El śauraseṇi se usaba en el centro la India septentrional y occidental, y evolucionó hasta dar lugar a las lenguas indoarias centrorientales que dieron lugar a indostánico (hindi-urdu) y las lenguas indoarias noroccidentales que dieron lugar panyabí y otras lenguas.
māgadhī
El ardhamāgadhī se usaba preferentemente en la India oriental, y dio lugar a las lenguas indoarias orientales, que incluyen el bengalí, el asamés, el oriya y las lenguas bihari (bhojpuri, magahi, maithili, etc.)